# Styringomyia dendroides
Styringomyia dendroides är en tvåvingeart som beskrevs av Alexander 1930. Styringomyia dendroides ingår i släktet Styringomyia och familjen småharkrankar.
Artens utbredningsområde är Liberia. Inga underarter finns listade i Catalogue of Life.